# نرجس أبيض الحواف
النرجس أبيض الحواف (باللاتينية: Narcissus albimarginatus) نوع نباتي يتبع جنس النرجس من الفصيلة النرجسية. ينمو النبات من بصلة شتوية مبكرة معمرة.

## الموئل والانتشار
يعد النرجس أبيض الحواف متوطنًا في المغرب العربي.